# Grallaire à front ocre
Grallaricula ochraceifrons
Espèce
Statut de conservation UICN

 EN  : En danger
La Grallaire à front ocre (Grallaricula ochraceifrons) est une espèce d'oiseaux de la famille des Grallariidae.

## Nomenclature
Son nom spécifique, du latin ochra, « ocre », et frons, « front », lui a été donné en référence au bandeau de teinte chamoisée barrant le front du mâle.

## Description
L'adulte type mesure environ 10 cm pour un poids de 18 g à 24 g (pour les mâles, sachant que le dimorphisme sexuel n'est pas très prononcé - le dos de la femelle étant toutefois plus sombre que celui du mâle).

## Répartition et habitat
Cet oiseau est endémique du nord du Pérou. Son habitat naturel est subtropical, des forêts tropicales humides, habituellement au-dessus de 500 m d'altitude.

### Publication originale
- (en) Gary Russell Graves, John Patton O'Neill et Theodore Albert Parker III, « Grallaricula ochraceifrons, a New Species of Antpitta from Northern Peru », The Wilson Bulletin, vol. 95, no 1,‎ mars 1983, p. 1-6 (ISSN 0043-5643 et 2162-5204, lire en ligne).